# Граніда
«Граніда» — головна буколічна п'єса в нідерландській літературі, пасторальна драма Пітера Хофта в 5 актах, написана в 1603—1605 рр. і опублікована в 1615 році.

## Зміст
Це найвідоміший твір Хофта, класика нідерландської літератури, П'єса розповідає про кохання перської принцеси Граніди і пастуха Даіфіло.. Граніда заблукала під час полювання. Вона зустрічає пастушка, який посварився з пастушкою Дорілея. Даіфіло підносить Граніді воду, він закохується в неї і прямує за нею до двору. Там вступає на службу до Тісіферну, що шукає її руки. Згодом вони разом втікають у ліс. Пастушок потрапляє в темницю, але історія закінчується благополучно завдяки шляхетності Тісіферна.

## Характеристика
"Граніда" — перша голландська пастораль, плід італійської подорожі Хофта, чий талант проявився в ліричній поезії. Показові для кризи європейського гуманізму настрої пронизують пастораль Хофта" Граніда "(1605).
П'єса є гібридом двох жанрів, сумішшю пасторалі і трагікомедії. Пастораль розвивається в першому акті, а далі вона стає більш драматичною. Автор використовує мотиви, традиційні для ренесансної п'єси . У «Граніді» "Хофт поєднав пасторальну п'єсу з типом ренесансної п'єси, яка була надзвичайно популярна, запозичуючи свої теми в основному з " Амадіса Гальського «, або з незліченних збірок новел.  
Вважають, що „ Граніду“ перш варто сприймати як ліричний твір, що оспівує тріумф любові, а не зразок театральної п'єси. Вона написана блискуче, сповнена витонченості та світла дивертисмент, але ситуація настільки нереалістична, а персонажі настільки етюдні, що п'єса драматичного впливу надавати не може» . Хофт блискуче вплітав в свою поезію модні тоді петраркизм і неоплатонізм.
Однією з найважливіших тем п'єси є протиставлення життя при дворі і життя «на природі», з чітким висновком, що пастушки живуть набагато справедливіше придворних .
Як і більшість п'єс Відродження, «Граніда» поділяється на п'ять актів. Новаторство Хуфта у запровадженні танцю. Хори беруть безпосередню участь у подіях, і тому дають судження. Напружені сцени (поєдинок, поява привида та викриття двох закоханих) вносять різноманітність у ритм вистави.
Початковий діалог між Дайфіло та Дорілеєю надзвичайно легкий та грайливий, але коли на сцену виходить Граніда, домінує серйозність. Хуфт переходить до урочистого стилю. Однією з найбільших визначних пам'яток опери є музичний елемент із різноманітними піснями. Танці супроводжуються музикою.
П'єса встановила в Нідерландах моду на пасторальні ідилії, що продовжувала традицію «Георгік», і стала темою багатьох творів нідерландського живопису . « Граніда» встановила формулу, яка пізніше розвинулася у феномен", як пише мистецтвознавець Давид де Вітт . Пасторальна тема, яка увійшла в моду в Північних Нідерландах після «Граніди», стала важливою платформою для вираження теми любові в літературі.
П'єса була особливо приваблива через пісенні і танцювальні сцени. Вона ставилася дуже часто, але інші письменники майже не взяли приклад Хофта і не писали пасторалі. Її успіх був пов'язаний з витонченістю поетичного складу.